# Neszveda István
Neszveda István (Püspökhatvan, 1811. február 15. – Vác, 1890. április 20.) magyar katolikus pap, váci segédpüspök.

## Pályafutása
Középiskolai tanulmányait Vácott és Pesten végezte, a teológiát Pesten. 1835. szeptember 30-án szentelték pappá.
Először Nézsán és Kosdon volt káplán, majd 1839-től Püspökszilágyon, Veresegyházán, Bagon, illetve Kosdon ideiglenes adminisztrátor. 1843-tól Nőtincsen, 1844-től Nézsán, 1852-től Püspökhatvanban szolgált plébánosként. 1863-tól váci kanonok és 1872-től vác-alsóvárosi plébános volt. 1871-től földvári apát, 1872-től székesegyházi főesperes, 1876-tól helyettes püspöki helynök, 1882-től püspöki helynök.

### Püspöki pályafutása
1884. március 27-én  philomeliumi címzetes püspökké és váci segédpüspökké nevezték ki. Május 11-én szentelte püspökké Esztergomban Simor János esztergomi érsek, Peitler Antal József váci püspök és Boltizár József esztergomi segédpüspök segédletével.
Rendezte a váci egyházmegye anyagi ügyeit. Ő elnökölt a katolikus írók Lonkay Antal által összehívott ülésén, mely döntést hozott a Szent István Társulat irodalmi szakosztályának megalapításáról.